# Hypodryas konumensis
Hypodryas konumensis är en fjärilsart som beskrevs av Matsumura 1927. Hypodryas konumensis ingår i släktet Hypodryas och familjen praktfjärilar. Inga underarter finns listade i Catalogue of Life.